# Miloslav Fleischmann
Miloslav Fleischmann, češki hokejist, * 4. september 1886, Češka, † 12. avgust 1955, Češka.
Fleischmann je bil hokejist kluba Slavija Praga, za češko (bohemsko) reprezentanco je nastopil na dveh evropskih prvenstvih, na katerih je osvojil po eno zlato in srebrno medaljo, za češkoslovaško reprezentanco pa na enih olimpijskih igrah in dveh Evropskih prvenstvih, na katerih je prav tako osvojil po eno zlato in srebrno medaljo.
Tudi njegov brat Jan je bil hokejist.